# Gephyromantis atsingy
Gephyromantis atsingy es una especie de anfibio anuro de la familia Mantellidae.

## Distribución geográfica
Esta especie es endémica de Madagascar. Habita en la reserva natural de Tsingy de Bemaraha.

## Descripción
Las 4 muestras de machos adultos observados en la descripción original tienen una longitud estándar de entre 31,3 mm y 39,8 mm y las 12 muestras de hembras adultas observadas en la descripción original tienen una longitud de entre 33,9 mm y 43,4 mm.

## Etimología
El nombre de su especie le fue dado en referencia al lugar de su descubrimiento, la reserva natural integral de Tsingy de Bemaraha, siendo atsingy una palabra malgache que designa las formaciones de piedra caliza, características resultantes de la erosión por la lluvia que se encuentra en la localidad típica.

## Publicación original
- Crottini, Glaw, Casiraghi, Jenkins, Mercurio, Randrianantoandro, Randrianirina & Andreone, 2011 : A new Gephyromantis (Phylacomantis) from the pinnacle karst ob Bemaraha, western Madagascar. ZooKeys, vol. 81, p. 51-71